# Quaresima

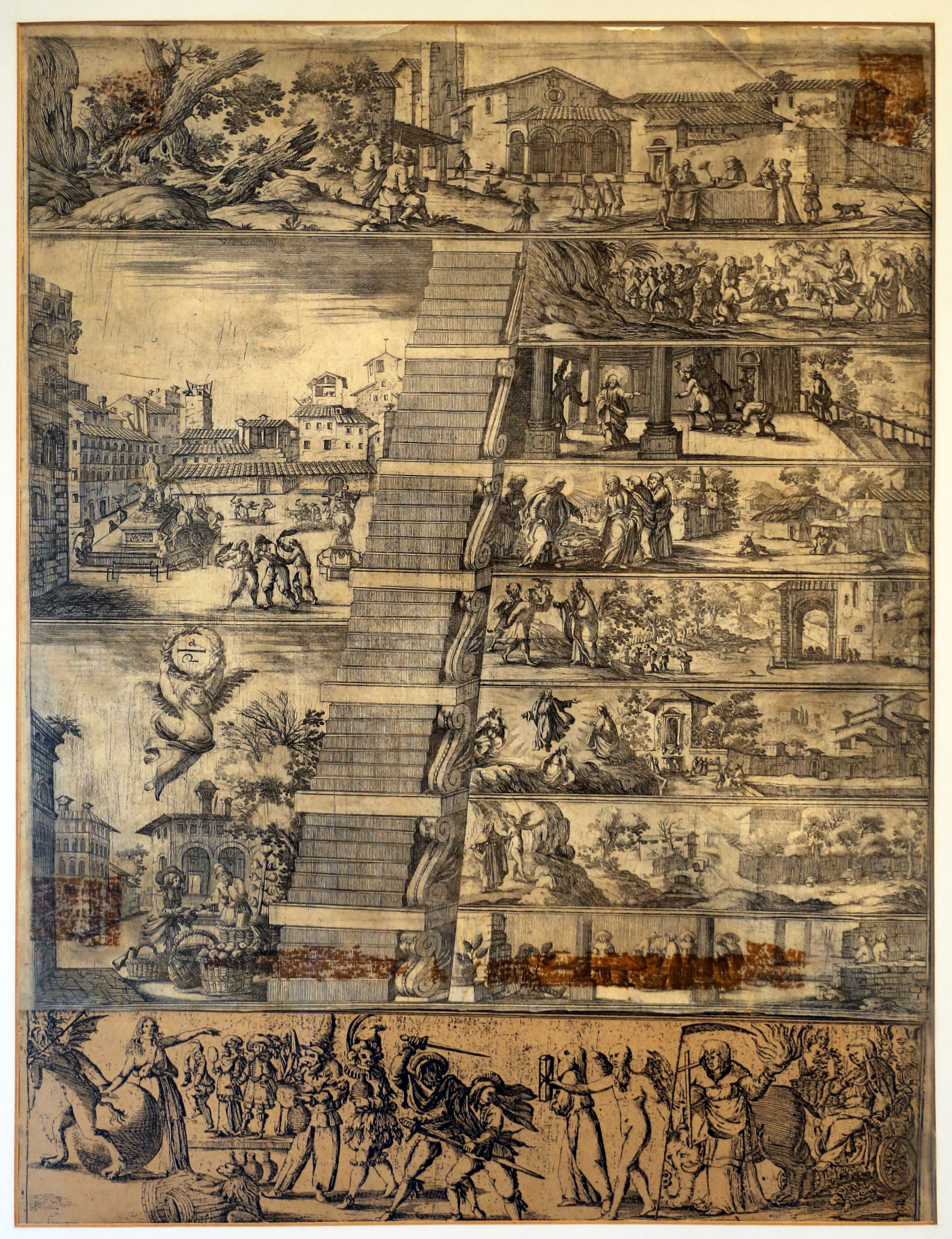
Allegoria della Quaresima, acquaforte di Valerio Spada (1650): scalinata di quaranta gradini grigi (i giorni feriali) intervallati da sette bianchi (le sei domeniche di Quaresima e quella della Risurrezione), con episodi dei Vangeli domenicali della Quaresima (a destra), e scene di vita fiorentina intorno.

La Quaresima è una delle ricorrenze che la Chiesa cattolica e altre Chiese cristiane celebrano lungo l'anno liturgico. È un periodo di circa quaranta giorni che precede la celebrazione della Pasqua; secondo il rito romano si inizia il Mercoledì delle ceneri e si conclude il Giovedì santo, mentre secondo il rito ambrosiano parte dalla domenica successiva al Martedì grasso e si conclude il Giovedì santo con l'inizio del Triduo pasquale.
Tale periodo è caratterizzato dall'invito alla conversione a Dio. Sono pratiche tipiche della quaresima il digiuno ecclesiastico e altre forme di penitenza, la preghiera più intensa e la pratica della carità. È un cammino che prepara alla celebrazione della Pasqua, che è il culmine delle festività cristiane.
Ricorda i quaranta giorni trascorsi da Gesù nel deserto dopo il suo battesimo nel Giordano e prima del suo ministero pubblico. È anche il periodo in cui i catecumeni vivono l'ultima preparazione al loro battesimo.

## Significato dei quaranta giorni
Alla fine del V secolo, e ancora oggi nel rito ambrosiano, la quaresima si iniziava di domenica (1º giorno), durava cinque settimane complete (5×7=35 giorni) e si concludeva il giovedì della settimana santa (con l'ultima domenica di Quaresima e altre quattro ferie, cioè altri cinque giorni), per un totale di quaranta giorni esatti. Alla fine del V secolo l'inizio venne anticipato al mercoledì precedente la prima domenica (altri quattro giorni), e furono inclusi il Venerdì santo ed il Sabato santo nel computo della Quaresima, arrivando così in tutto a quarantasei giorni. Poiché le sei domeniche di Quaresima non sono giorni di digiuno, in tutto il tempo di Quaresima rimangono quaranta giorni esatti di digiuno ecclesiastico prima della Pasqua.
Con il Codice delle Rubriche del Breviario e del Messale Romano del 1960 papa Giovanni XXIII distinse il "tempo quaresimale" (tempus quadragesimale), in "Tempo di Quaresima", che comincia con il Mercoledì delle ceneri, e in "Tempo della Passione", che si inizia con i Vespri della I Domenica di Passione (ossia la V Domenica di Quaresima). Aggiunse che la settimana che si inizia con la II Domenica di Passione venisse chiamata Settimana santa e che gli ultimi tre giorni interi (giovedì, venerdì, sabato) di questa settimana fossero designati come Triduo Sacro.
Paolo VI, con il motu proprio Mysterii Paschalis del 14 febbraio 1969, decretò che "Il Tempo di Quaresima decorre dal Mercoledì delle ceneri fino alla Messa 'Cena del Signore' esclusa". Si distingue il Triduo pasquale, che "ha inizio dalla Messa 'Cena del Signore' , ha il suo fulcro nella Veglia pasquale, e termina con i Vespri della domenica di Risurrezione".
Per questo la Quaresima dura dal Mercoledì delle ceneri fino al Giovedì santo, per un totale di 44 giorni.
Per il rito ambrosiano la Quaresima si inizia la domenica dopo il Mercoledì delle ceneri romano e termina anch'essa la sera del Giovedì Santo per un totale di 40 giorni esatti.
Il codice di diritto canonico disciplina i giorni di penitenza cristiana ai canoni da 1249 a 1253:
Can. 1250 - Sono giorni e tempi di penitenza nella Chiesa universale, tutti i venerdì dell'anno e il tempo di Quaresima.»
(Codice di diritto canonico, can. 1249-1250)
Nel determinare la durata della Quaresima ha un ruolo centrale il numero quaranta, che ricorre frequentemente nelle Scritture. In particolare, nel Nuovo Testamento:

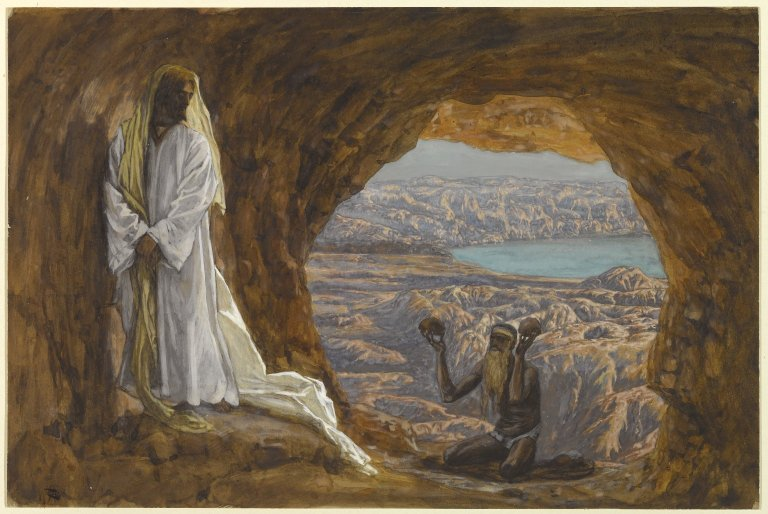
James Tissot, Gesù tentato nel deserto, 1886-1894.

- i quaranta giorni che Gesù passò digiunando nel deserto;
- i quaranta giorni in cui Gesù ammaestrò i suoi discepoli tra la resurrezione e l'Ascensione.

Ancora più numerosi i riferimenti nell'Antico Testamento:
- i quaranta giorni del diluvio universale;
- i quaranta giorni passati da Mosè sul monte Sinai;
- i quaranta giorni che impiegarono gli esploratori ebrei per esplorare la terra in cui sarebbero entrati;
- i quaranta giorni di cammino del profeta Elia per giungere al monte Oreb;
- i quaranta giorni di tempo che, nella predicazione di Giona, Dio dà a Ninive prima di distruggerla;
- i quaranta anni trascorsi da Israele nel deserto.

Il carattere originario della Quaresima fu riposto nella penitenza di tutta la comunità cristiana e dei singoli, protratta per quaranta giorni.

## Storia

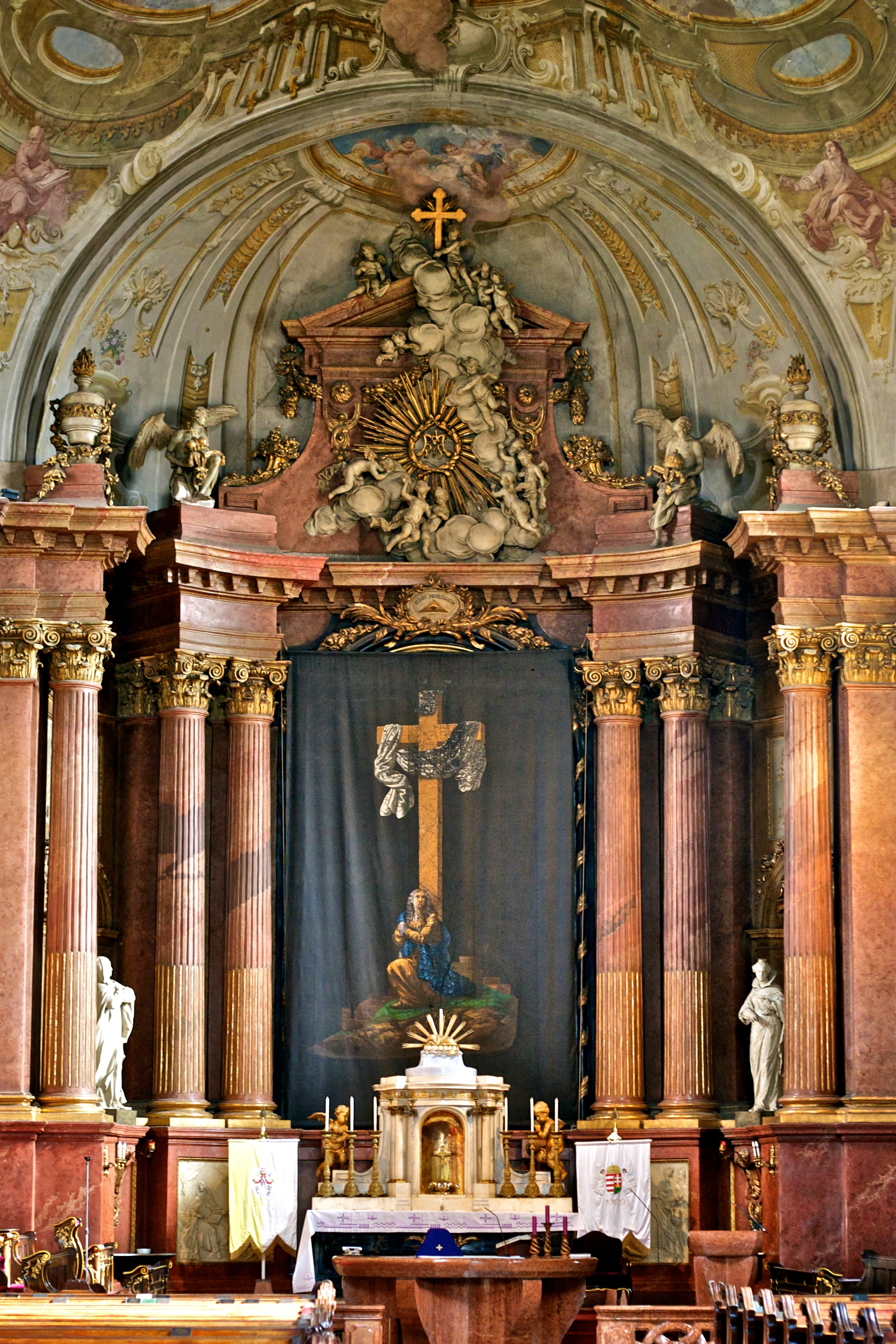
Altare durante la Quaresima, Cattedrale di Santo Stefano, Székesfehérvár, Ungheria

Nella Chiesa primitiva la celebrazione della Pasqua era anticipata da uno o due giorni di digiuno. Tale digiuno sembra fosse orientato non tanto alla celebrazione pasquale quanto all'amministrazione del battesimo che pian piano veniva riservata alla veglia pasquale. La prassi del digiuno era indirizzata innanzitutto ai catecumeni e poi estesa al ministro del battesimo e a tutta la comunità ecclesiale. Tale digiuno non aveva scopo penitenziale ma ascetico-illuminativo.
In questo periodo a Roma la domenica precedente la Pasqua era denominata "Domenica di Passione" e nel Venerdì e Mercoledì di questa stessa settimana non si celebrava l'eucaristia. L'estensione del digiuno per tutta la settimana precedente la Pasqua è certa solamente per la Chiesa di Alessandria.
Di tale consuetudine è testimone uno storico del V secolo, Socrate Scolastico, che riferisce di un periodo di digiuno nelle sei settimane che precedevano la Pasqua osservato nell'Illirico e in Grecia; a Roma invece il digiuno durava tre settimane. Durante le tre settimane prima della Pasqua si proclamava il vangelo secondo Giovanni. La lettura di questo testo è giustificata dal fatto che esso è ricco di brani che si riferiscono alla prossimità della Pasqua e alla presenza di Gesù a Gerusalemme.
Questa preparazione prolungata fu motivata dalla prassi penitenziale. Coloro che desideravano essere riconciliati con Dio e con la Chiesa iniziavano il loro cammino di preparazione nella prima di queste Domeniche (più tardi verrà anticipata al Mercoledì immediatamente precedente) e veniva concluso la mattina del Giovedì santo, giorno in cui ottenevano la riconciliazione. In tal modo i penitenti si sottoponevano a un periodo di preparazione che durava quaranta giorni. Da qui il termine latino Quadragesima. I penitenti intraprendevano questo cammino attraverso l'imposizione delle ceneri e l'utilizzazione di un abito di sacco in segno della propria contrizione e del proprio impegno ascetico.
Verso la fine del V secolo, ha inizio la celebrazione del mercoledì e del venerdì precedenti la quaresima come se ne facessero parte. Si giunge a imporre le ceneri ai penitenti il mercoledì di questa settimana antecedente la prima domenica di quaresima, rito che verrà poi esteso a tutti i cristiani. A partire da questa fase incominciano a delinearsi anche le antiche tappe del catecumenato, che preparava al battesimo pasquale nella solenne veglia del Sabato santo; infatti questo tempo battesimale si integrava con il tempo di preparazione dei penitenti alla riconciliazione del giovedì santo. Fu così che anche i semplici fedeli - ovvero quanti non erano catecumeni né pubblici penitenti - vennero associati a questo intenso cammino di ascesi e di penitenza per poter giungere alle celebrazioni pasquali con l'animo disposto a una più autentica partecipazione.
Nel corso del VI secolo, tutta la settimana che precede la prima domenica di quaresima è dedicata alla preparazione pasquale. La domenica con cui ha inizio questa settimana è la Quinquagesima, perché è il cinquantesimo giorno prima di Pasqua. Tra il VI e il VII secolo si costituì un ulteriore prolungamento con altre due domeniche (Sessagesima e Settuagesima). Il Tempo di settuagesima (detto anche tempo di Carnevale) che comprendeva queste tre domeniche è stato abolito nel rito romano riformato dopo il Concilio Vaticano II, in cui la quaresima si inizia direttamente con il Mercoledì delle ceneri. Si conserva invece nell'usus antiquior del rito romano.
Allo sviluppo della quaresima ha contribuito la disciplina penitenziale per la riconciliazione dei peccatori che avveniva la mattina del giovedì santo e le esigenze sempre crescenti del catecumenato con la preparazione immediata al battesimo, celebrato nella notte di Pasqua.
La celebrazione della Pasqua nei primi tre secoli della vita della Chiesa non aveva un periodo di preparazione. La comunità cristiana viveva così intensamente l'impegno cristiano fino alla testimonianza del martirio da non sentire la necessità di un periodo di tempo per rinnovare la conversione già avvenuta con il Battesimo.
L'uso di iscrivere i peccatori alla penitenza pubblica quaranta giorni prima di Pasqua determinò la formazione di una quadragesima (quaresima) che cadeva nella VI domenica prima di Pasqua. Dal momento poi che la domenica non si celebravano riti penitenziali, si fissò questo atto al mercoledì precedente. Ogni mercoledì era, infatti, giorno di digiuno. Così è nato il mercoledì delle ceneri.
Allo sviluppo della quaresima ha contribuito prima di tutto la pratica del digiuno in preparazione alla Pasqua, poi la disciplina penitenziale, infine la preparazione dei catecumeni che saranno battezzati la notte di Pasqua.

## La Quaresima nei riti occidentali

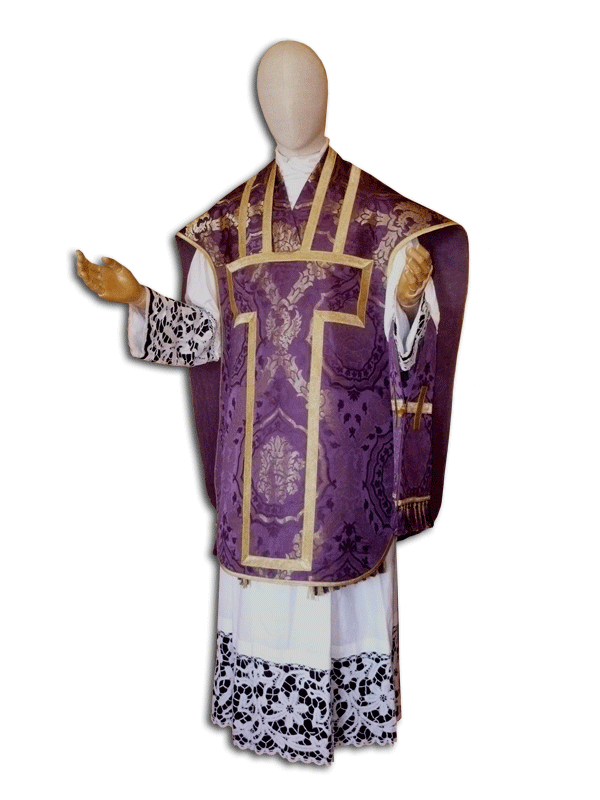
Il viola è il colore liturgico della Quaresima

### Rito romano
Questo periodo si inizia con il mercoledì delle ceneri, quando il popolo di Dio riceve il segno delle ceneri benedette, e si estende fino al giovedì santo. In questa sera si celebra la messa in Cena Domini, facendo così memoriale dell'istituzione del ministero sacerdotale e del sacramento dell'Eucaristia. Questa messa apre le celebrazioni del Triduo pasquale.
La liturgia del tempo quaresimale è caratterizzata da umiltà, penitenza e morigeratezza. Nelle messe della quaresima, e fino alla Veglia pasquale, non si canta l'alleluia. Non si recita il gloria, eccetto nelle feste e nelle solennità. Si usa il colore viola per i paramenti liturgici (fatta eccezione per le feste e le solennità, in cui si usa il colore proprio, cioè il bianco, salvo che vi siano feste o solennità locali di martiri); per la quarta Domenica, (detta Laetare dall'inizio dell'introito in latino della messa), si può scegliere il rosa; la Domenica delle palme, che apre la settimana santa, ha come colore liturgico il rosso; nella mattina del Giovedì Santo si celebra la messa del crisma, caratterizzata dal colore bianco.
È proibito ornare gli altari con fiori, eccetto che nelle feste, nelle solennità e nella domenica Laetare. In quaresima (e dal Gloria della Messa in Cena Domini escluso fino al Gloria della Veglia pasquale escluso) il suono dell'organo e degli altri strumenti musicali è consentito solo per accompagnare il canto.
A partire dai primi vespri della quinta domenica di Quaresima è consentito, secondo le consuetudini locali, velare i crocifissi e le immagini dei santi con un panno di colore violaceo (o rosso). I crocifissi rimangono velati sino al termine dell'azione liturgica del venerdì santo, mentre le immagini fino all'inizio della veglia pasquale.
Inoltre, nella formulazione tradizionale dei cinque precetti generali della Chiesa, veniva vietata la celebrazione in forma solenne delle nozze nei tempi liturgici penitenziali; ciò sconsigliava, senza tuttavia vietarla, la celebrazione delle nozze in Quaresima, che non potevano però in tal caso assumere carattere solenne.
Il Venerdì santo e il Sabato santo è proibita la celebrazione dei sacramenti, compreso quello del matrimonio, con eccezione di quelli della penitenza e dell'unzione degli infermi. Il Codice di diritto canonico del 1917 proibiva i matrimoni solenni, dal Mercoledì delle ceneri fino alla domenica di Pasqua, come pure dalla I domenica di Avvento fino al giorno di Natale. Alcune diocesi hanno proibito la celebrazione dei matrimoni durante la Quaresima, per la Chiesa latina intera non è proibito, ma scoraggiato: in certi giorni le rubriche non permettono la messa per gli sposi e al suo posto dovrebbe essere celebrata la messa del giorno in paramenti violacei. Inoltre in tutto il periodo della Quaresima è proibito decorare la chiesa con fiori.

#### Letture della messa in Quaresima
Nel rito romano dopo il Concilio Vaticano II si possono intravedere tre itinerari:
- una quaresima battesimale (anno A)
- una quaresima cristocentrica (anno B)
- una quaresima penitenziale (anno C)

Il ciclo A (quello a più forte carattere battesimale) può essere seguito ogni anno secondo le esigenze pastorali di ogni singola comunità.

### Rito romano (usus antiquior)
Anche nell'usus antiquior del rito romano la Quaresima si inizia al Mercoledì delle ceneri, con l'imposizione sul capo dei fedeli delle ceneri benedette, ottenute con la bruciatura dei rami di palma già benedetti alla Domenica delle palme dell'anno precedente. In realtà, la Chiesa è già entrata da tre settimane in un tempo di più mite penitenza, quello di Settuagesima, che però è oscurato, nella pratica popolare, dalle festività del Carnevale. La liturgia del tempo quaresimale è caratterizzata da umiltà, penitenza e morigeratezza: sono tolti i fiori e le reliquie dall'altare, l'organo tace se non per accompagnare il canto, si omette l'inno Gloria in excelsis (eccetto alle feste di San Giuseppe e dell'Annunciazione), così come l'Alleluia (sostituito dal Tratto), e si utilizza il colore viola per i paramenti. L'unica mitigazione in questi caratteri si trova nella quarta domenica, detta Laetare, in cui i paramenti possono essere di colore rosaceo, e si possono tenere i fiori sull'altare e suonare l'organo.
In Quaresima, tutte le Messe, anche quelle feriali, hanno lettura, Vangelo e parti salmodiche proprie, in quanto in questo tempo si istruiscono i fedeli sulla Storia della Salvezza e si forniscono loro i preziosi insegnamenti morali contenuti nelle Scritture. Particolarmente importanti, il mercoledì, venerdì e sabato della I settimana di Quaresima, sono le cosiddette ferie delle Quattro tempora di Quaresima, caratterizzate da ancor più forte penitenza e da numerose letture durante la Messa, residuato di consuetudini dell'antica liturgia romana. Dal 1962 tutte le feste dei santi che cadono in Quaresima, eccettuate San Giuseppe e l'Annunciazione, sono ridotte a semplici commemorazioni durante l'ufficio.
Il Catechismo di San Pio X e il Codice di diritto canonico del 1917 indicano la forma di digiuno allora in vigore, secondo la quale, chi non era dispensato aveva l'obbligo di osservare l'astinenza dalle carni il mercoledì delle ceneri, tutti i venerdì dell'anno e tutti i sabati di Quaresima, e dal digiuno (consumazione di un solo pasto, anticamente dopo il Vespro e poi sempre più anticipato sino al mezzodì, con liceità di una colazione quantificabile in 60 grammi al mattino e una refezione quantificabile in 250 grammi la sera, esclusa da queste ultime la carne, che invece si può consumare al pasto principale se non è giorno di astinenza) tutti i giorni, eccezion fatta per le domeniche. Inoltre è consentito invertire in qualsiasi modo il pasto principale e le due refezioni, purché si compiano nell'arco delle ventiquattro ore. Queste prescrizioni, ai loro tempi, erano già molto largheggianti, se si considera che fino al XIX secolo inoltrato era anche proibita la carne tutti i giorni (eccetto le domeniche), nonché erano proibiti, al mercoledì, al venerdì, al sabato e nelle refezioni aggiuntive, anche uova, pesce e latticini.

### Rito ambrosiano
Il rito ambrosiano intende la Quaresima come un periodo di penitenza. Contando a ritroso dal Giovedì santo 40 giorni, si arriva alla prima domenica di Quaresima: dunque i quaranta giorni di penitenza incominciano alla sesta domenica prima di Pasqua. Questo era il computo originale della Quaresima in tutti i riti. Il rito romano invece, all'idea di quaranta giorni di penitenza, sostituì nel Medioevo quella dei quaranta giorni effettivi di digiuno in preparazione alla domenica di Pasqua. Partendo quindi dal sabato santo e contando quaranta giorni a ritroso, saltando però le domeniche in cui non si digiunava, si giunge esattamente al mercoledì precedente la prima domenica di Quaresima, che divenne il "Mercoledì delle ceneri".
Vi sono differenze anche nella concezione dei venerdì di Quaresima: per il rito ambrosiano, infatti, il venerdì è feria aneucaristica, durante la quale non possono essere celebrate messe, per vivere in modo radicale la privazione da Cristo, come avviene nel sabato autentico, per accoglierlo pienamente con la Pasqua. Nelle altre feriae di Quaresima, quindi, tutti i giorni tranne la domenica e il sabato (considerato semi-festivo in rispetto della prescrizione mosaica e come preparazione alla domenica), l'aspetto penitenziale è espresso dalla colorazione (facoltativa) nera dei paramenti anziché viola-morello. Nelle domeniche invece, come da tradizione ambrosiana, è sottolineato il percorso battesimale, che portava un tempo e può tuttora portare i catecumeni a prepararsi al battesimo nel giorno di Pasqua, e che guida i fedeli battezzati a riscoprire il significato di questo sacramento.
La Settimana santa è chiamata Hebdomada Authentica (Settimana Autentica), in quanto vi si celebrano gli eventi centrali della storia. I riti del Triduo pasquale sono completamente diversi da quelli del rito romano.

## Spiritualità della quaresima
La quaresima è il tempo favorevole (2 Cor 6,2) per la conversione a Cristo.
La spiritualità della quaresima è caratterizzata da un più attento e prolungato ascolto della Parola di Dio perché è questa Parola che illumina per conoscere i peccati del singolo.

### Dimensione battesimale
La Chiesa professa la sua fede in un solo Battesimo, per il perdono dei peccati. La penitenza, in senso cristiano, è fondata sulla stessa realtà battesimale per il perdono dei peccati ed è poi ripresa e resa segno espressivo per quanti ricadono nel peccato, nel sacramento della Riconciliazione.
Questo tempo liturgico non solo prepara i catecumeni al Battesimo, ma è il tempo in cui la Chiesa e tutti i fedeli sono chiamati a vivere maggiormente questo sacramento mediante una più profonda conversione. Battesimo e Penitenza sono così i misteri propri della quaresima.

### Dimensione ecclesiale
La quaresima è il tempo della grande convocazione di tutta la Chiesa perché si lasci purificare da Cristo suo sposo.
La penitenza ha sempre come effetto la riconciliazione non solo con Dio, ma anche coi fratelli, che a causa del peccato sempre hanno subito un danno. La penitenza quaresimale è quindi per la chiesa non soltanto interna ed individuale, ma anche esterna e sociale.

## Le opere della penitenza quaresimale
Le opere della penitenza quaresimale sono:
- Il digiuno ecclesiastico prescrive che tutti i maggiorenni fino al 60º anno iniziato osservino il digiuno "il mercoledì delle ceneri e il venerdì della Passione e Morte del Signore Nostro Gesù Cristo".[20] Però la conferenza episcopale può determinare ulteriormente l'osservanza del digiuno, come pure sostituirvi, in tutto o in parte, altre forme di penitenza, soprattutto opere di carità ed esercizi di pietà.[21] Nel Codice del 1917 l'obbligo del digiuno era disposto per tutti i giorni della Quaresima.
- L'astinenza dalle carni (magro) il venerdì: era al principio segno di povertà, essendo nell'antichità il pesce più economico che la carne. È segno dell'abbandono del lusso per vivere una vita più essenziale. L'obbligo dell'astinenza dalle carni o da altro cibo, secondo le disposizioni della conferenza episcopale, incombe su coloro che hanno compiuto il 14º anno di età e riguarda tutti e singoli i venerdì dell'anno, eccetto che coincidano con un giorno annoverato tra le solennità, e il mercoledì delle ceneri.[22] Tuttavia in Italia la Conferenza episcopale ammette la sostituzione dell'astinenza con una diversa forma di mortificazione in tutti i venerdì dell'anno, ma non per quelli di Quaresima, rendendo l'astinenza obbligatoria solo in Quaresima.[23] Nel Codice del 1917 l'obbligo era sancito anche per tutti i sabati di Quaresima e per il mercoledì delle Tempora di Quaresima.
- La preghiera: la Quaresima è tempo di più assidua e intensa preghiera, legata molto strettamente alla conversione, per lasciare sempre più spazio a Dio. Preghiera individuale e comunitaria.
- La carità: la quaresima è tempo di più forte impegno di carità verso i fratelli. Non c'è vera conversione a Dio senza conversione all'amore fraterno.

## Domeniche di quaresima
Le domeniche di quaresima sono indicate anche da un nome latino, l'incipit dell'introito del giorno, a sua volta tratto dall'Antico Testamento:
1. Invocabit - Invocabit me, et ego exaudiam eum (salmo 91,15)
2. Reminiscere - Reminiscere miserationum tuarum (salmo 25,6)
3. Oculi - Oculi mei semper ad Dominum (salmo 25,15)
4. Laetare - Laetare, Jerusalem (Isaia 66,10)
5. Iudica - Iudica me, Deus (salmo 43,1)
6. Palmarum - Domenica in Palmis

Le ultime due domeniche, la quinta (detta prima del 1960 Domenica di Passione e dal 1960 al 1969 I Domenica di Passione) e la domenica delle palme, costituiscono dal 1960 al 1969 (nella forma di Giovanni XXIII del rito romano) un tempo liturgico a sé stante, il tempo di Passione.

## Quaresima e carnevale

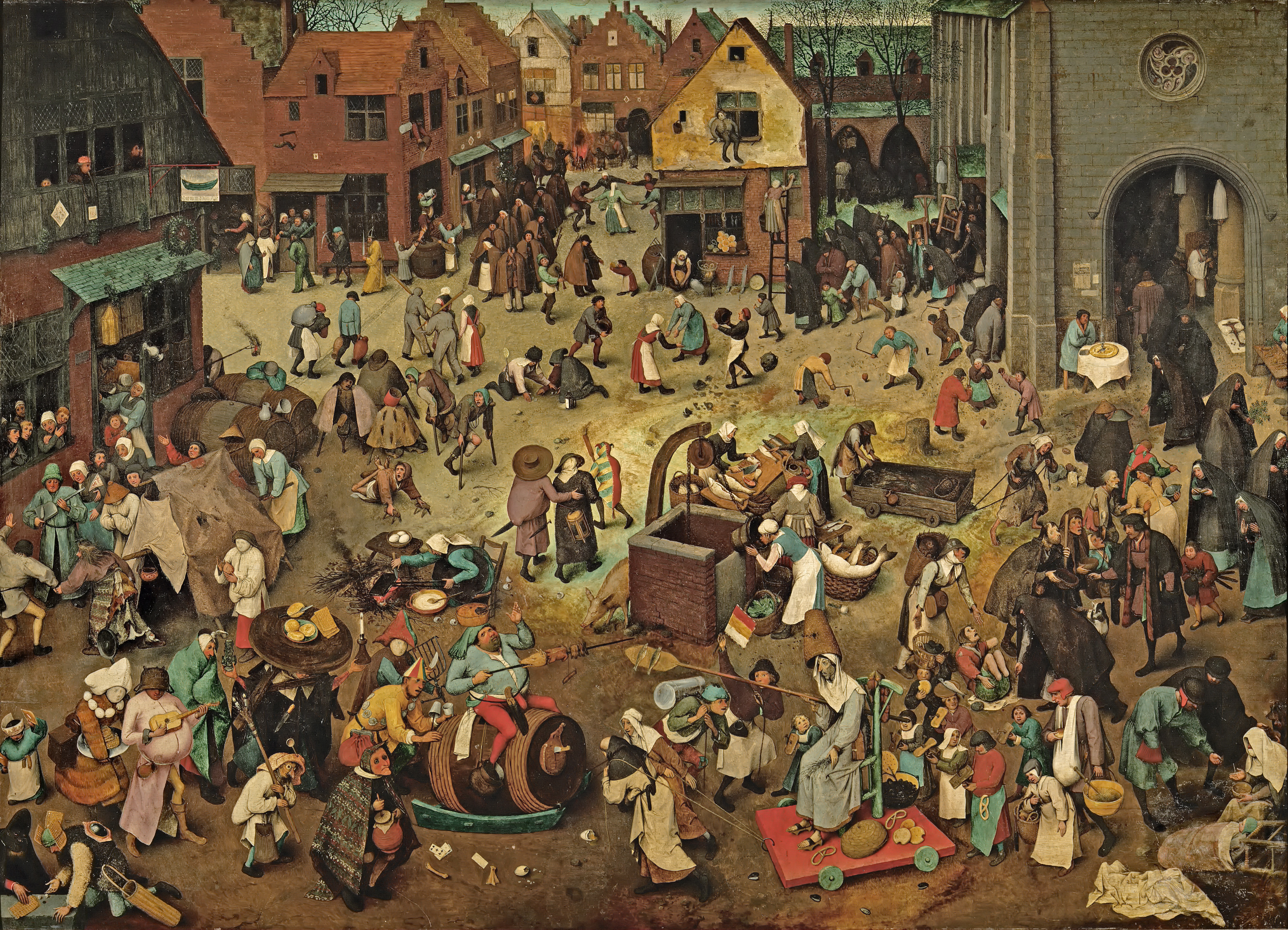
Brueghel il Vecchio: la battaglia tra il carnevale e la quaresima

Nell'occidente cristiano la quaresima è tradizionalmente preceduta dalla celebrazione del carnevale (dal latino Carnem levare). Durante il periodo quaresimale, poi, solitamente intorno alla metà, in alcune località italiane della Campania, della Toscana, dell'Emilia-Romagna, della Lombardia e in alcune zone dell'arco alpino si festeggia ancora un'antica tradizione di origine pagana definita Sega la vecchia. C'è anche il funerale del carnevale e la vedova viene appesa nelle strade della città fino al sabato santo al gloria.
Un'eccezione è la tradizione della Tabernella (prima domenica di Quaresima) nell'arcidiocesi di Lucca.